# Хоронятка
Хоронятка — река в России, протекает в Валдайском районе Новгородской области. Устье реки находится в 51 км по левому берегу реки Полометь. Длина реки составляет 28 км. Примерно в 2,5 км от устья ширина реки — 10 метров, глубина — 2 метра. В 2,5 км от устья слева впадает ручей Чернянка (в который впадает река Кобыльщина). У деревни Сиротино справа впадает ручей Жуков.
Река протекает по территории Любницкого сельского поселения. По берегам реки стоят деревни Лутовёнка, Подбережье, Высокуша, Сиротино, Карнаухово.
Система водного объекта: Полометь → Пола → Ильмень → Волхов → Ладожское озеро → Нева → Балтийское море.

## Данные водного реестра
По данным государственного водного реестра России относится к Балтийскому бассейновому округу, водохозяйственный участок реки — Ловать и Пола, речной подбассейн реки — Волхов. Относится к речному бассейну реки Нева (включая бассейны рек Онежского и Ладожского озера).
Код объекта в государственном водном реестре — 01040200312102000022349.